# المعهد الوطني للتراث التاريخي والفني
المعهد الوطني للتراث التاريخي والفني (بالبرتغالية: Instituto do Patrimônio Histórico e Artístico Nacional) هو سجل تراثي لـ حكومة البرازيل الاتحادية. وهي مسؤولة عن الحفاظ على المباني والمعالم الأثرية والهياكل والأشياء والمواقع ، فضلاً عن تسجيل وحماية التراث الثقافي غير المادي الذي يعتبر ذا أهمية تاريخية أو ثقافية للبلد.
يحتفظ المعهد بـ 1.047 موقعًا، والتي تشمل المباني التاريخية ومراكز المدن والمناظر الطبيعية. كما يسرد عددًا متزايدًا من كيانات التراث الثقافي غير المادي.
تولى رئاسة المعهد شخصان فقط خلال الأربعين سنة الأولى من تأسيسه. قاد رودريغو ميلو فرانكو المعهد من عام 1937 حتى تقاعده في عام 1967، خلفه المهندس المعماري ريناتو سويرو الذي قاد المعهد من 1967 إلى 1979.